# 卓球場シリーズ
卓球場シリーズ（たっきゅうじょうシリーズ）は、野村美月による日本のライトノベル。イラストは依澄れいが担当。ファミ通文庫（エンターブレイン）より2002年1月から2003年5月まで刊行された。第3回ファミ通エンタテインメント大賞（現・エンターブレインえんため大賞）小説部門〈最優秀賞〉受賞作。

## ストーリー
仲良しグループで結成された小規模の非公認合唱サークルのさわがしく楽しいほんの少しいい話。
著者の野村美月のデビュー作。卓球の神様と大学生がかしましく過ごし、大学4年生になり楽しく過ごした神様との記憶を喪失して別れる。

## 登場人物
神保 華代子（じんぼ かよこ）… 華代ちゃん
長い黒髪に白い綿シャツに落ち着いた色のカーディガン、紺色か灰色のフレアスカート。赤城山の卓球の神様の巫女。全国卓球の巫女協会の会長。婚約者あり。
村上 朝香（むらかみ あさか）… わたし
本シリーズの語り手、夢は作家になること。女子高出身の眼鏡（ときどきコンタクト）の優等生タイプだったが…。
加藤 百合乃（かとう ゆりの）… ユリノ
スペインからの帰国子女で目鼻立ちくっきりの大柄美人。一人称は「あたくし」。R=H=S=V=Oのリーダー。愛車は真っ赤なアルファロメオ156「ロメオちゃん」、暴走ドライバーである。
鈴木 若菜 （すずき わかな）… 若菜
ぽっちゃり系、子供体形。
倉橋 紗恵（くらはし さえ）… 紗恵
上から86、58、85、身長は168とセクシー系、ボーイフレンド多し。バイトは巣鴨でお茶の実演販売と渋い。
清田 薫子（きよた かおるこ）… る子ちゃん
おとなしくて清純派、セリフ少なし。「沢口先輩」という彼氏がいる。
成田 尚美（なりた ひさみ）… ローラ
渾名の由来は、高校の時の英語の時間にクジで決めたルームネームが “ローラ” だったから。驚異のアルバイターで遅刻魔。
篠原 柊子（しのはら しゅうこ）… 柊子さん
クール、思ったことはすばすば言う。一見無愛想だが頼りになる。実家は群馬の温泉旅館『雷五郎』。
太宰 忍（だざい しのぶ）… 太宰
さすらいの女子大生にしてR=H=S=V=Oの最後のメンバー。裾の長いコートをマントのようにはおり片目がすっかり隠れるくらいに前髪を長めにたらしたニヒルな女子大生。肩に乗せた伝書鳩の「メロスくん」を使い全国どこにいても連絡がとれる。時代劇ファンでセリフが登場時の決めゼリフによく引用される。
葛城 俊一（かつらぎ しゅんいち）… 葛城先生、コーチ、大兄（おおえ）さん etc.
R=H=S=V=Oの9人の在籍する大学の民俗学の講師。実は「華代ちゃん」の許婚である。

## 既刊一覧
- 野村美月（著）・依澄れい（イラスト）、エンターブレイン〈ファミ通文庫〉、全4巻
  - 『赤城山卓球場に歌声は響く』、2002年2月1日初版発行（1月21日発売[2]）、ISBN 4-7577-0709-6
  - 『那須高原卓球場純情えれじ〜』、2002年7月31日初版発行（7月19日発売[3]）、ISBN 4-7577-0924-2
  - 『あだたら卓球場決闘ラブソング』、2003年1月1日初版発行（2002年12月20日発売[4]）、ISBN 4-7577-1239-1
  - 『神宮の森卓球場でサヨナラ』、2003年6月4日初版発行（5月23日発売[5]）、ISBN 4-7577-1421-1